# Jérémy Bercoff
Pour les articles homonymes, voir Bercoff.
Jérémy Bercoff, né le 21 août 1977 à Paris, est un physicien et inventeur français, renommé dans l’imagerie médicale en échographie. 

## Biographie
Sous la direction de Mathias Fink, il a obtenu son doctorat de physique à l'École supérieure de physique et de chimie industrielles de la ville de Paris (ESPCI ParisTech). 
Ses travaux en élastographie quantitative sont à l'origine de la société internationale d’imagerie médicale « SuperSonic Imagine » (visitée par Nicolas Sarkozy en 2009) siégeant à Aix-en-Provence et dont il est cofondateur et directeur du département ultrasons.

## Travaux
Élastographie quantitative: avec l'équipe de Mathias Fink, il a développé une technique d'échographie ultrarapide (5 000 images par seconde contre 50 en échographie classique) pour mesurer l'élasticité du tissu biologique dans un organe. Cette méthode d’élastographie quantitative permet une mesure absolue en unités de pression (kilopascals) de l'élasticité tissulaire, elle-même directement corrélée avec la vitesse de propagation d'une onde de cisaillement (onde générée et vitesse calculée dans le tissu au moyen de l'échographe ultrarapide). L'ensemble permet de fournir des indications diagnostiques de bénignité ou malignité des tissus à risque dans le cadre du dépistage du cancer, tel que celui du sein, ou de la prostate.

## Distinctions
- Colauréat du Prix Yves Rocard (2011)[1] de la Société française de physique pour l'invention et développement technologique de l'« imagerie d'élasticité » en échographie avec  Mathias Fink, Mickael Tanter et Jacques Souquet.

## Publications
- L'imagerie échographique ultrarapide et son application à l'étude de la viscoélasticité du corps humain, thèse de doctorat en sciences physiques, sous la direction de Mathias Fink, Université Paris-Diderot, 2004.
- Publications scientifiques, sur Google Scholar.